# قرار مجلس الأمن التابع للأمم المتحدة رقم 1622
قرار مجلس الأمن التابع للأمم المتحدة رقم 1622، المتخذ بالإجماع في 13 سبتمبر 2005، بعد إعادة التأكيد على جميع القرارات المتعلقة بالحالة بين إريتريا وإثيوبيا، ولا سيما القرار 1586 (2005)، مدد المجلس ولاية بعثة الأمم المتحدة في إثيوبيا وإريتريا حتى 15 مارس 2006.
ووصفت إريتريا القرار بأنه «غير فعال ولا معنى له ومثير للشفقة».

## القرار

### أعمال
ومدد القرار ولاية بعثة الأمم المتحدة في إثيوبيا وإريتريا حتى 15 آذار / مارس 2006، ووافق على إعادة تشكيل العملية وزيادة عدد المراقبين العسكريين بمقدار 10 أفراد. وحث كلا الطرفين على الوفاء بالتزاماتهما بموجب اتفاق الجزائر وتنفيذ قرار لجنة الحدود من أجل أن تفي بولايتها. ودُعيت الأطراف كذلك إلى التعاون مع بعثة الأمم المتحدة في إثيوبيا وإريتريا وحماية موظفي الأمم المتحدة، والامتناع عن زيادة القوات في المناطق المتاخمة للمنطقة الأمنية المؤقتة والتهديد باستخدام القوة. كان هناك قلق من تدهور الوضع الإنساني في كل من إثيوبيا وإريتريا.
وأكد المجلس مجددا أهمية الحوار بين البلدين وتطبيع العلاقات الدبلوماسية بينهما. وفي غضون ذلك، طُلب من إريتريا إعادة فتح طريق أسمرة إلى بارنتو أمام حركة مرور بعثة الأمم المتحدة في إثيوبيا وإريتريا، ورفع القيود المفروضة على عمليات منظمات المعونة الإنسانية.
وأخيرا، طُلب من الأمين العام مراقبة الوضع عن كثب ومراجعة ولاية البعثة في ضوء أي تقدم في عملية السلام.

## روابط خارجية
- نص القرار في undocs.org